# 東山香樟園駅
東山香樟園駅（とうさんこうしょうえんえき）は、中華人民共和国江蘇省南京市江寧区土山路と花湾路の交差点にある、南京地下鉄5号線の駅。

## 沿革
- 2025年8月6日：開業[1]。

## 駅名
事業着手当初は南京地下鉄集団は「岔路口駅」の仮称を用いており、2019年月日に「東山香樟元駅」を駅名として第一次公示された 、2020年1月15日に駅名が「東山香樟園駅」に決定したことが発表された。

## 隣の駅
南京地下鉄
■5号線
神機営駅- 東山香樟園駅 - 文靖路駅